# 데이브 로버츠 (외야수)
데이비드 레이 로버츠 (David Ray Roberts, 1972년 5월 31일 ~ )는 메이저 리그 베이스볼의 로스앤젤레스 다저스 감독이기도 한 미국의 프로 야구 감독이자 전 외야수이다. 그는 10년 경력에 5개의 메이저 리그 베이스볼 팀들을 위하여 활약하고, 그러고나서 2016년 다저스의 감독으로 임명되기 전에 샌디에이고 파드리스 코치를 맡았다. 일본인 모친과 아프리카계 미국인 부친의 아들인 로버츠는 다저스가 내셔널 리그 페넌트를 획득했을 때 2017년 월드 시리즈로 팀을 이끄는 데 첫 아시아인 혈통의 감독이 되었다. 그는 또한 2017년, 2018년, 2020년과 2024년 다저스를 월드 시리즈로 이끌어 2020년과 2024년에 우승하였다. 보스턴 레드삭스를 위하여 한 시즌의 일부 만을 활약하였어도 선수로서 그의 가장 주목할 만한 업적은 그해 그들의 챔피언십으로 레드삭스 추진력을 점화한 2004년 아메리칸 리그 챔피언십 시리즈에서 주요한 도루였다. 좌투좌타였던 로버츠는 팀을 월드 시리즈 타이틀로 이끄는 데 첫 아시아인 혈통 감독이자 두번째 아프리카계 미국인 감독 둘다가 되었다.

## 어린 시절
일본 오키나와현 나하시에서 태어났다. 그의 부친 웨이먼은 자신이 로버츠의 모친 에이코를 만나 결혼했을 때 일본 주둔 미국 해병대의 대원이었다. 로버츠는 여동생 멀리사가 있었다. 그의 어린 시절은 샌디에이고에 정착하기 전에 한 군사 기지에서 또다른 기지로 옮기면서 보내졌다.
로버츠는 신입생으로서 비스타 고등학교에서 수학하여 주니어 대학 야구 팀의 MVP였다. 그는 이어진 해에 개장된 란초 부에나 비스타 고등학교로 옮겨 야구, 농구와 미식축구에서 뛰어났다. 미식축구에서 그는 쿼터백에 3년간 출발 선수였으며, 시니어로서 그는 샌디에이고 섹션 클래스 3A 챔피언십으로 자신의 팀을 이끄는 도움을 주었다. 로버츠는 선택권 쿼터백으로서 미국 공군사관학교를 위하여 미식축구를 하는 데 보강되었으나 자신이 야구를 하는 것을 원했기 때문에 거절하였다.
로버츠는 캘리포니아 대학교 로스앤젤레스에서 수학하기로 결정하여 자신의 속도와 열정과 함께 코치들에게 인상을 준 후에 단역 외야수로서 브루인스 야구 팀에 가입하였다. 2학년생으로서 그는 36개의 도루와 함께 .331 점을 타구하였고, 주니어로서 28개의 도루와 함께 .296 점을 타구하였다. 클리블랜드 인디언스는 1993년 메이저 리그 베이스볼 드래프트의 47번째 라운드에서 그를 선발하였다. 그는 7명의 캘리포니아 대학교 로스앤젤레스 주니어들의 뒤로 너무 낮게 선발된 것과 함께 실망하였으며 그의 코치는 그가 그의 방어를 향상시키는 데 필요했다면서 공을 던지는 데 그의 약한 팔이 그의 선발 축적을 손상시키고 있었다는 것을 말하였다. 그는 더욱 빠르게 공에 도달하면서 향상시켰고, 또한 45개의 도루와 함께 .353 점을 타구한 동안 시니어로서 외야수 보조들에서 브루인스를 이끌 수 있었다. 그는 학교의 사상 최고의 도루 지도 선수로서 대학을 떠나 1995년 역사학에서 문학사와 함께 졸업하였다.

## 프로 야구 경력

### 드래프트와 마이너 리그
디트로이트 타이거스는 1994년 메이저 리그 베이스볼 드래프트의 28번째 라운드에서 로버츠를 선발하였고 그해 6월 9일 그를 계약하였다. 그는 뉴욕 펜 리그에서 타이거스의 쇼트시즌 클래스 A 팀 제임스타운 재머스와 함께 자신의 경력을 시작하였다. 로버츠는 42 승 32 패의 기록과 함께 디비전 타이틀을 우승한 재머스와 함께 12개의 도루와 .292 점을 타구하였다. 1995년 시즌을 위하여 그는 플로리다 주립 리그에서 레이크랜드 타이거스를 위하여 활약하는 데 승진되어 리그에서 4번째로 최고인 30개의 도루와 함께 92개의 경기에서 .303 점을 타구하였다.
1996년 로버츠는 캘리포니아 리그의 바살리아 오크스로 지정되었다. 오크스는 몇몇의 조직들로부터 선수들로 이루어진 협동 팀이었다. 그는 지정과 함께 좌절되었고 야구를 그만 두는 것에 관하여 생각했으나 그의 부친이 그에게 말을 걸었다. 126개의 경기에서 그는 마이너 리그 야구의 전부를 이끌었던 65개의 도루와 함께 .272 점을 타구하였고, 캘리포니아 리그에서 정상들로 112개의 득점을 매겼다. 그는 시즌의 말기에 서던 리그의 AA 잭슨빌 선스를 위하여 3개의 경기들에 나왔고, 9개의 타석에서 2개의 안타를 가졌다. 그는 또한 선스가 그들의 플레이오프 시리즈의 첫번째 경기를 우승하는 도움을 주는 데 15번째 이닝에서 3점 홈런을 치기도 하였다. 그는 다음 시즌에 잭슨빌에 남아있어 .296 평균과 23개의 도루와 함께 그들을 위하여 105개의 경기들에 활약하였다. 1998년 로버츠는 다시 한번 선수와 함께 시즌을 시작하였다. 그는 69개의 경기들에 활약하여 21개의 도루와 함께 .326 점을 타구하였고, 서던 리그 미드시즌 올스타 팀으로 임명되었다.

### 클리블랜드 인디언스
1998년 6월 로버츠는 팀 워렐과 제로니모 베로아를 위하여 클리블랜드 인디언스로 이적되었다. 로버츠는 서던 리그 올스타 경기 겨우 전에 이적되어 당시 인디언스가 서던 리그 팀이 없었어도 인디언스 모자를 쓰고 경기에서 활약하였다. 그는 이스턴 리그에서 애크런 에이로스로 지정되어 28개의 도루와 함께 56개의 경기들에서 .361 점을 타구하였다. 그는 시즌의 후기에 인터내셔널 리그에서 인디언스의 트리플 A 팀 버펄로 바이슨스로 승진되었다. 그는 바이슨스를 위하여 15개의 타석에서 2개 만의 안타를 가졌으나 바이슨스가 그들의 거의 40년 만에 첫 거버너스 컵을 우승하여 트리플 A 월드 시리즈로 이루면서 플레이오프들에서 팀과 함께 남아있었다. 로버츠는 이후에 자신이 빅 리그들에 가까워져 거기에서 그의 시간이 자신을 더욱 나은 선수로 만들었다는 것을 깨달았기 때문에 버펄로로 자신의 승진이 흥분했다고 말하였다.
로버츠는 자신이 알렉스 코라와 활약하고 조이 코라를 총지배인으로 가졌던 푸에르토리코에서 카구아스 크리올로스의 유니폼을 입기 전에 1998년 ~ 99년 멕시칸 퍼시픽 리그에서 로스 카녜로스 데 로스 모치스와 함께 활약하였다. 거의 20년 후에 다저스의 감독으로서 로버츠는 2018년 월드 시리즈에서 레드삭스의 감독으로서 알렉스 코라와 만나러 가려고 하였다.
1999년 로버츠는 인디언스의 봄 훈련에서 비등록 초빙 선수였으나 시즌을 시작하는 데 버펄로로 지정되었다. 바이슨스를 위하여 89개의 경기들에서 그는 39개의 도루와 함께 .271의 타구 평균을 가졌다. 그는 시즌을 위하여 인터내셔널 리그 올스타 명예들을 얻었다. 8월 7일 그의 계약은 인디언스에 의하여 매입되었고 그는 탬파베이 데블레이스를 상대로 인디언스를 위하여 선두 타자와 중견수를 맡은 자신의 메이저 리그 데뷔를 이루었다. 자신의 데뷔에서 그는 5개의 타석에서 3개의 안타와 하나의 도루를 가졌으며 또한 한번 뽑히기도 하였다. 그의 첫 메이저 리그 베이스볼 안타는 2번째 이닝에스 데블레이스의 보비 윗에 자신의 2번째 타석에서 중견수로 2루타였다. 그는 8월 30일 애너하임 에인절스의 라몬 오르티스에 자신의 첫 홈런을 쳤다. 9월 24일 그는 토론토 블루제이스의 존 휴덱에 그랜드 슬램 홈런을 쳤다. 전체로서 그는 1999년 인디언스를 위하여 41개의 경기들에 있었고, 2개의 홈런, 12개의 타점과 11개의 도루와 함께 .238 점을 타구하였다. 그는 또한 그해 아메리칸 리그 디비전 시리즈의 2개의 경기들에 나와 3개의 타석에서 무중단되었다.
로버츠는 버펄로와 함께 마이너 리그에 돌아와 2000년의 대부분을 보내 경력 사상 13개의 홈런, 55개의 타점과 39개의 도루와 함께 120개의 경기들에서 .292 평균을 가졌다. 그는 또한 93개의 매긴 득점과 함께 리그에서 2위였다. 그는 5월 26일부터 29일까지 잠시 인디언스로 소집되었고, 그러고나서 9월 로스터들이 확장되었을 때 소집되었다. 인디언스를 위하여 19개의 경기들에서 그는 늦은 경기 방어 대체 선수로서 주로 이용되었던 동안 10개의 타석에서 2개 만의 안타를 가졌다. 시즌 후에 그는 자신이 60일간 장애자 명단에 이어진 시즌을 시작하는 원인을 일으킨 과절와순 파열과 닳게 된 회전근개를 회복하는 데 왼쪽 어깨에 수술을 받았다. 6월 24일에 복귀했을 때 그는 바이슨스로 돌아오는 데 선택되어 62개의 경기에서 .303 점을 타구하였다. 버펄로에서 4개의 시즌들의 일부들에서 그의 97개의 경력 도루들은 프랜차이즈 역사상 정상들로서 순위에 들었고, 그는 결국적으로 버펄로 야구 명예의 전당으로 선발되었다. 그는 9월 메이저 리그로 다시 소집되어 인디언스를 위하여 15개의 경기들에서 12개의 타석에 4개의 안타를 가졌다. 클리블랜드와 이 시즌들의 일부들에서 그는 75개의 경기들에서 .242 점을 타구하였다.

### 로스앤젤레스 다저스

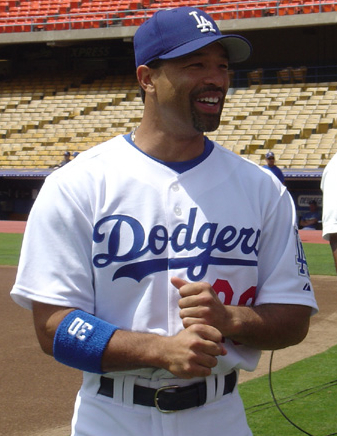
로스앤젤레스 다저스와 함께 (2004년)

2001년 12월 22일 로버츠는 마이너 리그 투수들 크리스천 브라이던보와 나이얼 휴스를 위하여 로스앤젤레스 다저스로 이적되었다. 다저스와 함께 2002년 시즌은 메이저 리그 로스터에서 로버츠의 첫 완전 시즌이었다. 그는 선두 타자이자 중견수로서 출발 선수였다. 그는 45개의 도루와 함께 127개의 경기들에서 .277 타구 평균과 함께 시즌을 끝냈다. 그는 부분적으로 파열된 복근과 함께 정규 시즌의 최종 7개 경기들을 놓쳤다.
1999년 로버츠는 목과 발톱 부상들의 이유로 14개 만의 경기들에 나왔다. 그는 연속적 40개의 도루 시즌들과 함께 역사상 10번째 다저스 선수가 되어 4월 4일 신시내티 레즈를 상대로 자신의 첫 경력 실책을 일으켰으며 실책 없이 연속 시도를 하였다. 그는 다저스와 함께 2004년 캠페인을 시작하였고, 긴장된 귓불 부상과 함께 5월의 대부분을 놓쳤어도 33개의 도루와 함께 68개의 경기들에서 .234 점을 타구하였다.

### 보스턴 레드삭스
2004년 7월 31일 다저스는 마이너 리그 외야수 헨리 스탠리를 위하여 로버츠를 보스턴 레드삭스로 이적시켰다. 그는 레드삭스를 위하여 45개의 경기들을 활약하여 .256 점을 타구하였다. 로버츠는 2004년 월드 시리즈에서 자신이 활약하지 않았어도 2004년 레드삭스 포스트시즌으로 큰 공헌을 이루었다. 가장 주목할 만한 것은 그해 아메리칸 리그 챔피언십 시리즈 4번째 경기에서 뉴욕 양키스를 상대로 자신의 도루였다. 레드삭스는 9번째 이닝의 말기에서 제거를 향하고 있었으며 4개의 득점에서 3개로 내려갔다. 케빈 밀라는 양키스의 최종회 마리아노 리베라로부터 볼넷을 거두었다. 10일간 활약하지 않은 로버츠는 빌 뮬러의 타구와 함께 대주자에 왔다. 리베라는 3번이나 로버츠를 견제구로 터치아웃 시키는 데 시도하였다. 뮬러에게 첫 투구에 로버츠는 양키스의 포수 호르헤 포사다의 던지기를 친 2루를 도루하였다. 도루에 이어 뮬러는 1루타 되었고, 로버츠는 2루로부터 득점하여 레드삭스는 12개의 이닝에서 경기를 우승하러 가 자신들의 8연속 우승의 실행을 시작하여 1918년 이래 보스턴의 첫 월드 시리즈 타이틀에 달하였다. 2006년 이벤트는 보스턴 레드삭스 명예의 전당에 의하여 레드삭사 역사상 추억적인 순간으로서 인정되었다.

### 샌디에이고 파드리스
2004년 12월 20일 레드삭스는 외야수 제이 페이턴, 내야수 라몬 바스케스, 마이너 리그 투수 데이비드 폴리와 돈을 위한 교환에서 로버츠를 샌디에이고 파드리스로 이적시켰다.
2005년 로버츠는 파드리스를 위하여 중견수로 활약하여 115개의 경기들에서 .275 점을 타구였고 뉴욕 메츠로부터 골드 글러브 상 수상자 마이크 캐머런이 2006년 시즌 전에 취득되었을 때 좌익수로 옮겼다. 그 시즌에 로버츠는 .293 타구 평균, 49개의 도루와 13개의 3루타와 함께 경력 사상 기록들을 설립하였다. 후반의 통계치는 토니 그윈의 19년 싱글 시즌 프랜차이즈 기록을 동점매겼다. 2006년 내셔널 리그 디비전 시리즈에서 로버츠는 파드리스가 세인트루이스 카디널스에 의하여 플레이오프들로부터 배제되었어도 팀을 이끄는 데 .438 점을 타구하였다.

### 샌프란시스코 자이언츠
2006년 12월 로버츠는 샌프란시스코 자이언츠와 함께 계약을 맺었다. 중견수를 취득하려고 한 자이언츠는 처음에 게리 매슈스 주니어와 후안 피에르를 계약 맺으려고 했으나 양선수는 다른 팀들의 호의에 자이언츠에 통과하였다. 로버츠는 12월 초순에 팀과 함께 3년, 1천 8백만 달러 거래로 동의하였다. 자이언츠는 로버츠에게 2007년 5백만 달러, 그리고 2008년과 2009년 6.5백만 달러를 지불하는 데 동의한 거래를 봉쇄하였다.
자이언츠와 함께 로버츠의 경력은 부상 때분에 느리게 시작되었다. 그는 5월의 대부분과 6월 초순을 장애자 명단에 보냈다. 로버츠는 자신이 장애자 명단에 가기 전에 .216 점 만을 타구하고 있었으나 그의 스윙은 수술을 요구한 자신의 팔꿈치에 뼈의 조각과 박차에 의하여 방해되었다. 그는 31개의 도루와 함께 114개의 경기들에서 .260 점을 타구하여 시즌을 끝냈다. 지속적으로 부상에 의하여 괴롭혀진 그는 2008년 52개 만의 경기들에서 활약하여 5개 만의 도루와 함께 경력 최저의 .224 점을 타구하였다.
2009년 3월 5일 자이언츠는 로버츠의 계약의 마지막 해를 위하여 그에게 빚을 지었어도 그를 내보냈다.

### 선수 프로파일
로버츠는 스트라이크 존에 관하여 평균 이상의 상식을 가져 그것을 자신의 유리한 점으로 이용하였다. 그는 적은 힘을 가졌으나 본루에 도달하고, 1루타에서 2루타로 확대하는 데 원시 속도를 이용한 스프레이 타자였다. 본루에 한번 그는 공동적으로 2루를 도루하고, 3루에서 땅볼로 이동하여 희생 플라이에 본루로 오는 전술들과 함께 득점들을 제조하였다. 건강했을 때 로버츠는 야구에서 최고 도루 선수들 중의 하나로 널리 알려졌다. 2002년부터 2006년까지 그는 경력 도루율 순위들에서 도루왕 리키 헨더슨 만의 뒤로 175개의 도루와 함께 한 도루 선수들 중에 메이저 리그에서 둘다 두번째로 최고였던 81 퍼센트의 성골적 비율은 물론 195개의 도루를 가졌다. 사실에 로버츠는 80 퍼센트 위로 경력 도루 성공률과 함께 메이저 리그 역사상 53명 만의 선수들 중의 하나이다. 그는 외야수에서 예외적인 범위를 가졌으나 그의 평균 이하의 팔은 경우적으로 그에 장타를 가져가는 데 그의 상대 선수들을 허용하였다.

## 방송 경력
2009년 5월 로버츠는 야구로부터 은퇴하여 레드삭스 텔레비전 방송을 위하여 스튜디오 분석자와 경우적 해설자로서 NESN에 가입하였다. 방송인으로서 하나의 시즌 후에, 그는 야구 운영 특별 보조인으로서 파드리스에 가입하는 데 방송망을 떠나 외야수 방어, 주루와 번트에 조직에서 선수들과 함께 일하였다.

## 코치와 감독 경력

### 샌디에이고 파드리스

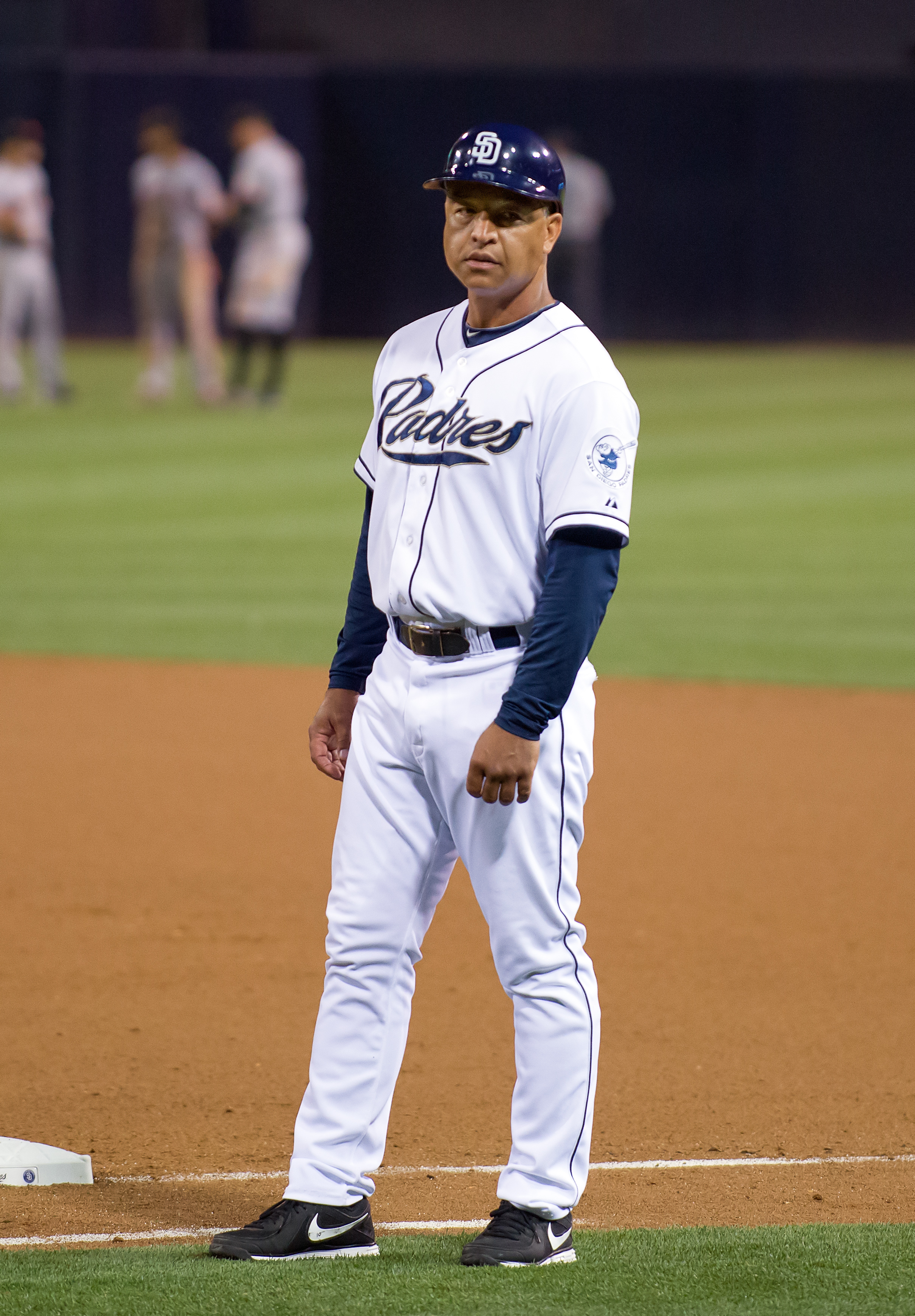
샌디에이고 파드리스 코치 시절의 로버츠

2010년 10월 18일 로버츠는 릭 렌테리아가 벤치 코치로 승진되었을 때 그를 대체하는 1루 코치로서 샌디에이고 파드리스에 의하여 기용되었다. 렌테리아가 2013년 시즌 후에 시카고 컵스의 감독으로 임명되었을 때 로버츠는 다시 한번 그의 뒤를 이어 2014년 캠페인을 위하여 버드 블랙 감독의 벤치 코치로서 임명되었다.
2015년 6월 15일 로버츠는 32 승 33 패와 내셔널 리그 서부에서 6개 경기들의 뒤로 시작한 후 블랙이 해고되었을 때 하나의 경기를 위하여 파드리스의 감독으로서 채웠다. 파드리스는 오클랜드 애슬레틱스에게 그 경기를 9 대 1로 패하였다. 팻 머피는 다음날 새로운 감독으로 임명되었고, 로버츠는 시즌의 나머지를 위하여 자신의 벤치 코치 역할로 복귀하였다.

### 로스앤젤레스 다저스
2015년 11월 23일 로버츠는 로스앤젤레스 다저스의 감독으로 임명되었다. 그는 프랜차이즈 역사상 첫 소수민족 감독이 되었다. 2016년 다저스는 싱글 시즌에서 가장 많은 투구 변화들 (606)을 위한 기록은 물론 시즌을 통하여 장애자 명단에 29명의 선수들을 놓으면서 로버츠의 첫해에 메이저 리그 베이스볼 기록을 세웠다. 부상들에 불구하고, 다저스는 4연속 내셔널 리그 서부 타이틀을 우승하여 그해 내셔널 리그 챔피언십 시리즈로 진출하였다. 로버츠는 자신이 비전통적 가까운 상황들에 어떻게 켄리 잰슨을 이용한 것에 포스트 시즌 동안 칭송을 받았다. 그는 스포팅 뉴스 "올해의 내셔널 리그 감독"으로 선발되었고, 올해의 내셔널 리그 감독으로서 미국야구기자협회에 의하여 투표되었다.
2017년 로버츠는 다저스를 플레이오프들로 다시 지도하여 그해 내셔널 리그 디비전 시리즈에서 애리조나 다이아몬드백스를 휩쓸고나서 내셔널 리그 챔피언십 시리즈에서 5개의 경기들에 시카고 컵스를 꺾었다. 로버츠는 4번째 아프리카계 미국인 감독은 물론 월드 시리즈에서 처음이자 마지막 아시아인 혈통의 감독이 되었다. 2017년 월드 시리즈에서 다저스는 휴스턴 애스트로스를 향하여 7개의 경기들에서 꺾였다.
2018년 다저스는 16 승 26 패의 기록과 함께 시즌의 시작에서 험난한 출발을 하였으나 내셔널 리그 서부를 우승하는 데 방등하여 92 승 71 패로 끝냈다. 내셔널 리그 디비전 시리즈에서 다저스가 애틀랜타 브레이브스를 3개의 경기들에서 꺾고나서 내셔널 리그 챔피언십 시리즈에서 밀워키 브루어스를 7개의 경기들에서 꺾은 후, 다저스를 2018년 월드 시리즈로 이끌었다. 다저스는 로버츠의 이전 팀들 중의 하나인 레드삭스와 전 다저스 동료 선수 알렉스 코라를 향하였다. 보스턴은 5개의 경기들에서 시리즈를 우승하여 레드삭스에게 그들의 9번째 월드 시리즈 타이틀과 다저스에게 2연속 월드 시리즈 패배를 주었다.
그해 12월 3일 로버츠와 다저스는 2022년 시즌을 통하여 4년 연장 계약으로 동의하였다.

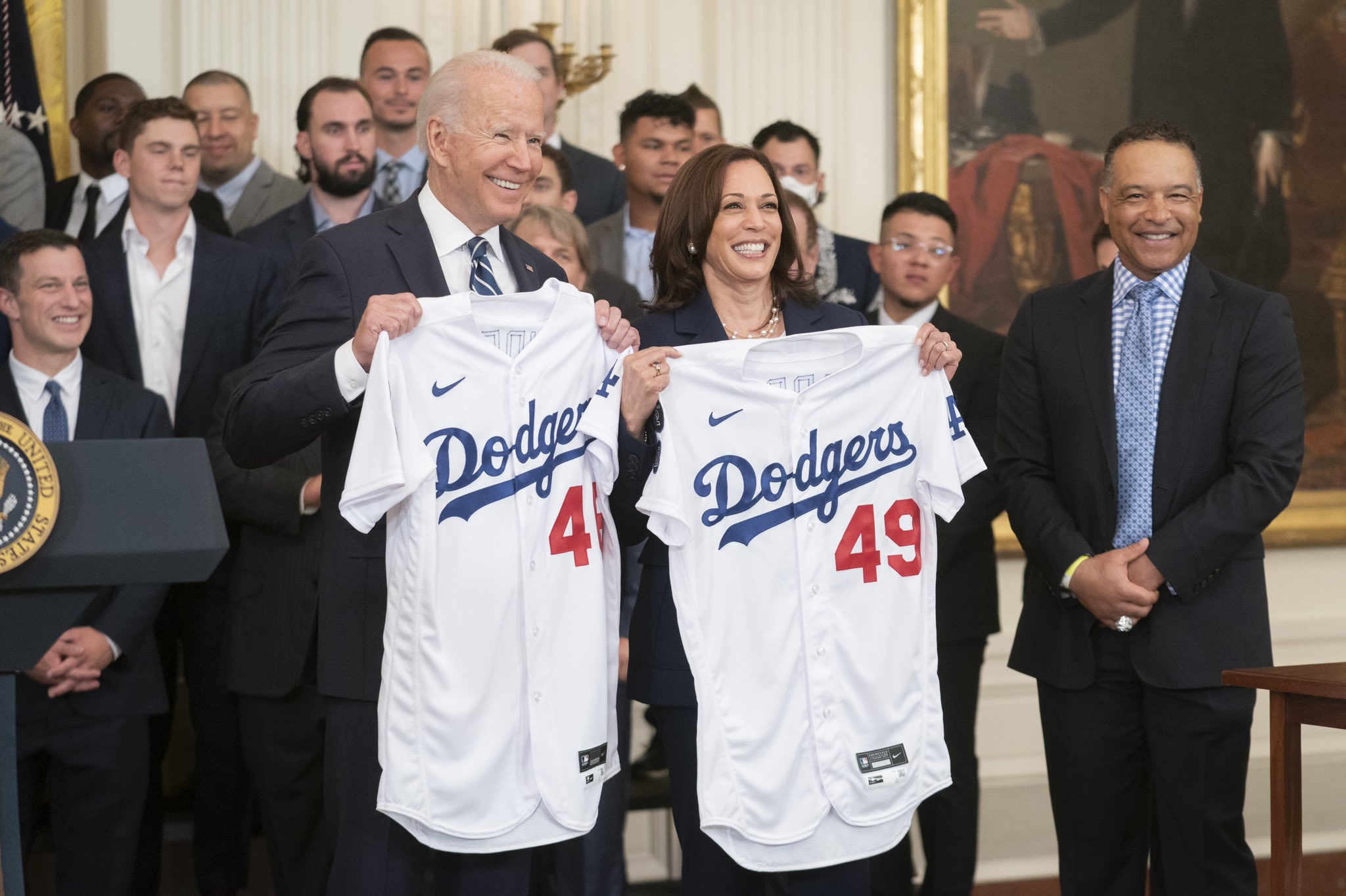
2021년 백악관에서 조 바이든 대통령, 카멀라 해리스 부통령과 함께 (오른쪽이 로버츠)

2020년 로버츠는 한번 더 다저스를 플레이오프들로 이끌어 둘다 코로나19 범유행 때문에 스케줄을 변경한 내셔널 리그 와일드 카드 시리즈에서 브루어스를, 그리고 내셔널 리그 디비전 시리즈에서 파드리스를 휩쓸었다. 내셔널 리그 챔피언십 시리즈에서 브레이브스를 상대로 3 대 1의 부족으로부터 돌아온 후, 다저스는 6개의 경기들에서 탬파베이 레이스를 꺾어 2020년 월드 시리즈를 우승하러 갔다. 그렇게 하는 데 로버츠는 시토 개스턴 이래 월드 시리즈 우승 팀의 첫 아프리카계 미국인 감독이자 월드 시리즈를 우승하는 데 첫 아시아인 혈통의 감독이 되었다.
2022년 3월 25일 로버츠는 2025년 시즌을 통하여 다저스와 3년 연장 계약을 맺었다.  그해 다저스는 111개의 경기를 우승하여 메이저 리그 베이스볼 역사상 4개의 다른 팀들에 의하여 도달된 절정일 뿐이었다.  그것은 2017년, 2019년과 2021년 후에 로버츠가 100개의 우승 시즌을 가졌던 4번째였다.  하지만 그들은 2022년 내셔널 리그 디비전 시리즈에서 파드리스에게 패하였다.  이 일은 2022년의 다저스가 디비전 시대에 포스트시즌 시리즈를 우승하는 것을 실패하는 데 팀의 가장 많은 우승을 가졌다는 것을 의미하였다.  지난 4개의 정식 시즌들에서 다저스는 각각에 100개의 경기를 우승하였으나 내셔널 리그 챔피언십 시리즈에 한번 밖에 도달하지 않았다.  그들은 2023년 100개의 우승과 함께 내셔널 리그 서부 챔피언십을 되풀이했으나 내셔널 리그 디비전 시리즈에서 다시 패하였는 데 이번에는 애리조나 다이아몬드백스가 시리즈에서 전혀 어느 지점에서 추적하지 않았던 3연승에서 84승의 다이아몬드백스에게였다.  그 일은 다저스가 자신들보다 최소한 15번 이상의 패배를 가졌던 팀에게 플레이오프 시리즈를 패했던 3시즌 연속이었다.
2024년 로버츠는 감독으로서 자신의 재직에 4번째로 다저스를 내셔널 리그 페넌트로 이끌었다.  월드 시리즈에서 다저스는 아메리칸 리그 챔피언 뉴욕 양키스를 5개의 경기에서 꺾어 그의 두번째이자 프랜차이즈의 8번째 월드 시리즈 타이틀을 확보하였다.
2025년 3월 10일 로버츠는 한해에 8백만 달러를 위하여 다저스와 함께 새로운 4년 연장 계약으로 동의하여 메이저 리그 감독을 위하여 평균 연간 가치를 위한 신기록이다.

## 개인 생활
1997년 로버츠는 자신의 고등학교 시절 여친 트리샤와 결혼하였다.  부부는 2명의 자녀 - 아들 콜과 딸 엠을 두었다.  콜은 로욜라 메리마운트 대학교를 위하여 대학 야구를 했고 현재 필라델피아 필리스의 마이너 리그 시스템에 있다.  2008년 이래 전 동료 선수 리치 오릴리아와 친구들 존과 노엘 미섹과 더불어 로버츠는 캘리포니아주 카디프에 기반을 둔 레드 스티츠 포도주 양조장의 파트너로 지내왔다.
2010년 3월 로버츠는 호지킨 림프종과 진단되었다.  림프종을 위하여 치료를 받은 후, 로버츠는 2011년 6월 건강에 이상이 없음을 받았다고 보고하였다.
로버츠는 기독교인이다.